# Goricevo, Razgrad
Goricevo (în bulgară Горичево) este un sat în comuna Kubrat, regiunea Razgrad,  Bulgaria. 

## Demografie
Componența etnică a satului Goricevo
     Turci (92,08%)
     Bulgari (6,45%)
     Nicio identificare (1,46%)
     Altele (0%)
La recensământul din 2011, populația satului Goricevo era de 341 locuitori. Din punct de vedere etnic, majoritatea locuitorilor (92,08%) erau turci, cu o minoritate de bulgari (6,45%). Pentru 1,46% din locuitori nu este cunoscută apartenența etnică.